# Oligella nana
Oligella nana är en skalbaggsart som först beskrevs av Embrik Strand 1946.  Oligella nana ingår i släktet Oligella, och familjen fjädervingar. Arten är reproducerande i Sverige.